# МРГ-1 «Огонёк»
МРГ-1 «Огонёк» — 55-мм гранатомётный комплекс. Предназначен для защиты кораблей, гидротехнических сооружений, морских платформ и других важных морских и прибрежных объектов от нападения боевых подводных пловцов и диверсантов. Устанавливается как непосредственно на плавучих объектах, так и на берегу. Имеет семь стволов.
Разрыв одного снаряда вытесняет 30 кубометров воды. Выжить в районе высокого давления практически невозможно. Один залп гранатомёта составляет 7 снарядов. 

## Тактико-технические характеристики
- Калибр, мм — 55
- Количество стволов — 7
- Угол вертикального наведения — от -30° до +45°
- Угол горизонтального наведения — +- 180°
- Глубина срабатывания гранаты, м — 15, 30